# Hundskamillen
Die Hundskamillen (Anthemis) sind eine Pflanzengattung innerhalb der Familie der Korbblütler (Asteraceae). Die 100 bis 160 Arten sind von Europa und Nordafrika mit der Arabischen Halbinsel bis Kleinasien, Zentralasien, dem westlichen Himalaya und den Kanarischen Inseln verbreitet.

## Beschreibung

### Vegetative Merkmale
Die Hundskamillen-Arten sind einjährige oder ausdauernde krautige Pflanzen, die am Grunde verholzt sein können und Wuchshöhen von 20 bis 50 Zentimetern erreichen.
Die Laubblätter sind wechselständig und mehr oder weniger stark behaart. Sie sind einfach oder doppelt fiederschnittig. Die Blattabschnitte sind meist linealisch-lanzettlich bis linealisch.

### Generative Merkmale
Die Blütenkörbchen stehen einzeln am Stängelende und sind mittelgroß. Die Hülle ist halbkugelig bis trichterförmig. Die Hüllblätter stehen in mehreren Reihen und sind stumpf und hautrandig. Der Korbboden ist flach oder halbkugelig bis kegelförmig, jedoch nicht hohl. Die Spreublätter sind lanzettlich oder pfriemlich, und am Ende schlank zugespitzt, spitz, oder stachelspitzig. Die Körbe enthalten Röhren- und Zungenblüten, selten nur Röhrenblüten.
Die Zungenblüten sind männlich oder selten steril. Die Zunge ihrer Blütenkrone ist weiß oder gelb, selten auch fehlend. Die Röhrenblüten sind zahlreich, die Krone ist gelb. Am Grund ist ihre Krone nicht ausgesackt und besitzt keinen Fortsatz.
Die Achäne sind länglich verkehrt-kegelförmig bis zylindrisch, im Querschnitt stielrund oder abgeflacht vierkantig, deutlich 10- bis 20-rippig. Sie besitzen ein sehr kurzes, glattrandiges Pappuskrönchen oder der Pappus fehlt.

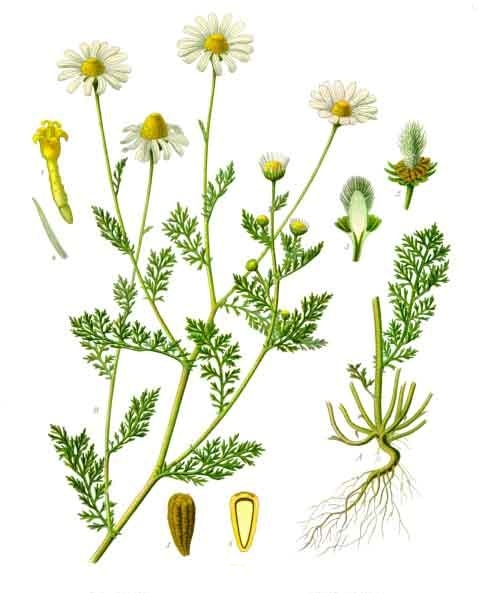
Stinkende Hundskamille (Anthemis cotula), Illustration

## Systematik und Verbreitung
Die Gattung Anthemis wurde 1753 durch Carl von Linné Species Plantarum, Tomus 2, Seite 893 aufgestellt. Die Bezeichnung Anthemis wurde bereits von den Griechen und Römern für Kamillen und Hundskamillen verwendet. Die Gattung Anthemis gehört zur Tribus Anthemideae in der Unterfamilie Asteroideae innerhalb der Familie Asteraceae. Als Ergebnis molokularphylogenetischer Untersuchungen wurde in neuerer Zeit beispielsweise die früher als Untergattung von Anthemis bewertete Gattung Cota abgetrennt.
Die 100 bis 160 Arten sind von Europa und Nordafrika mit den Kanarischen Inseln über die Arabische Halbinsel bis Kleinasien sowie Zentralasien und dem westlichen Himalaya verbreitet.
Die in Mitteleuropa vorkommenden Arten oder Unterarten sind: Acker-Hundskamille (Anthemis arvensis), Karpaten-Hundskamille (Anthemis cretica subsp. carpatica), Stinkende Hundskamille (Anthemis cotula), Ruthenische Hundskamille (Anthemis ruthenica).
Es gibt 100 bis 160 Anthemis-Arten:

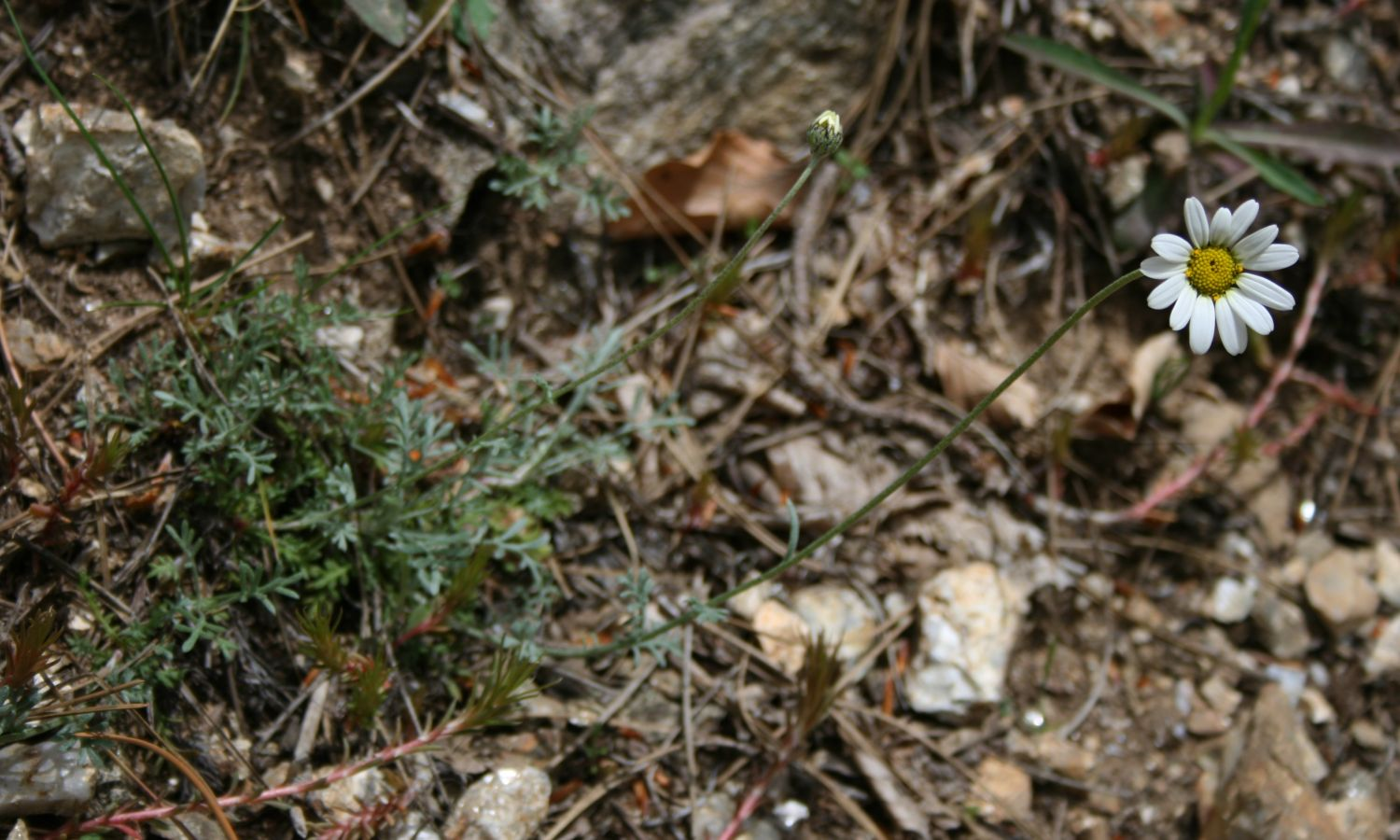
Anthemis cretica

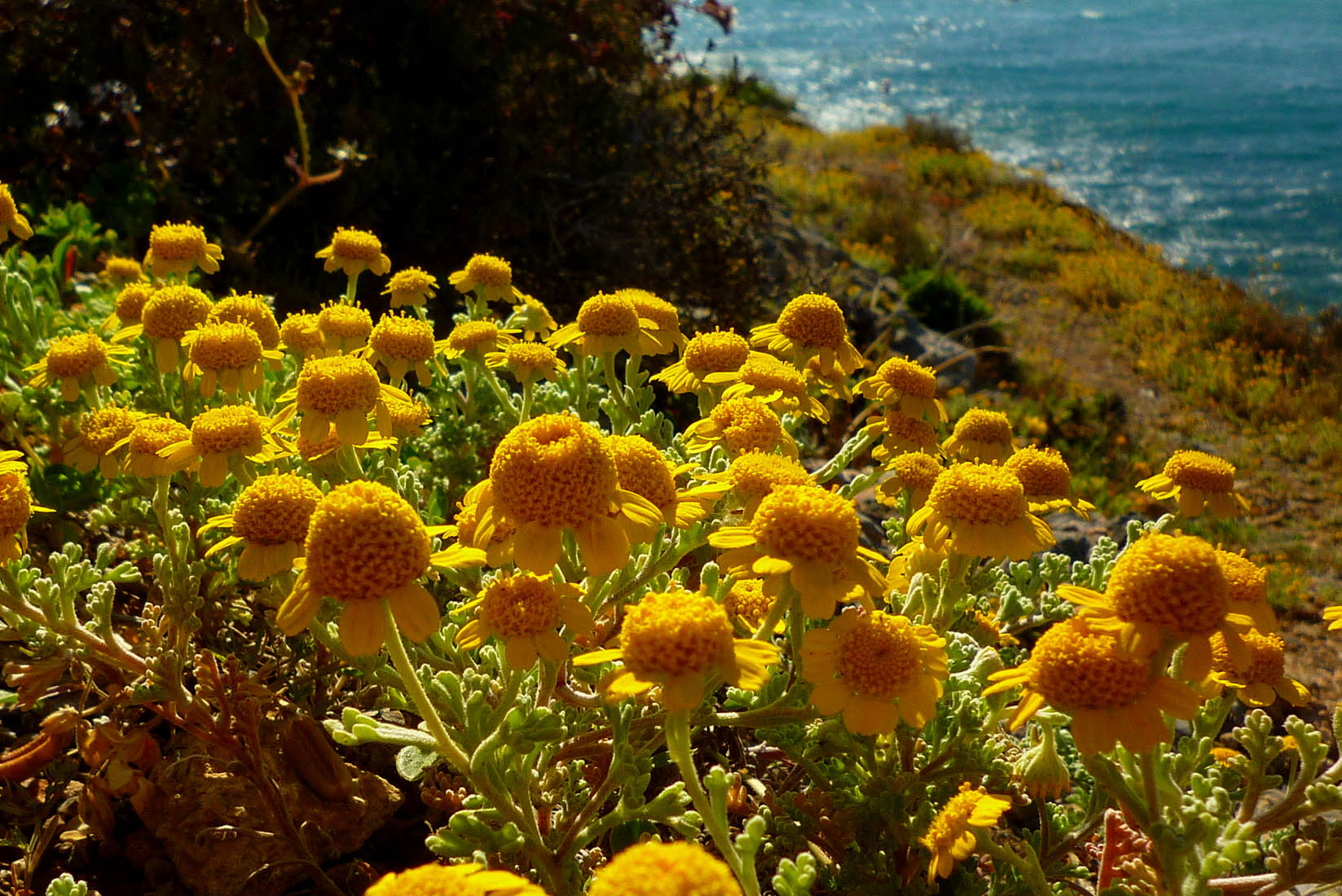
Anthemis chrysantha

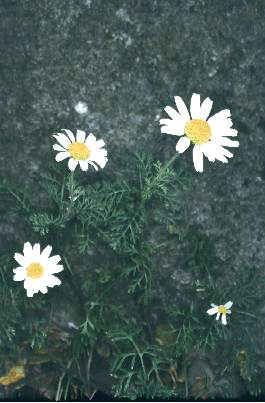
Anthemis ismelia

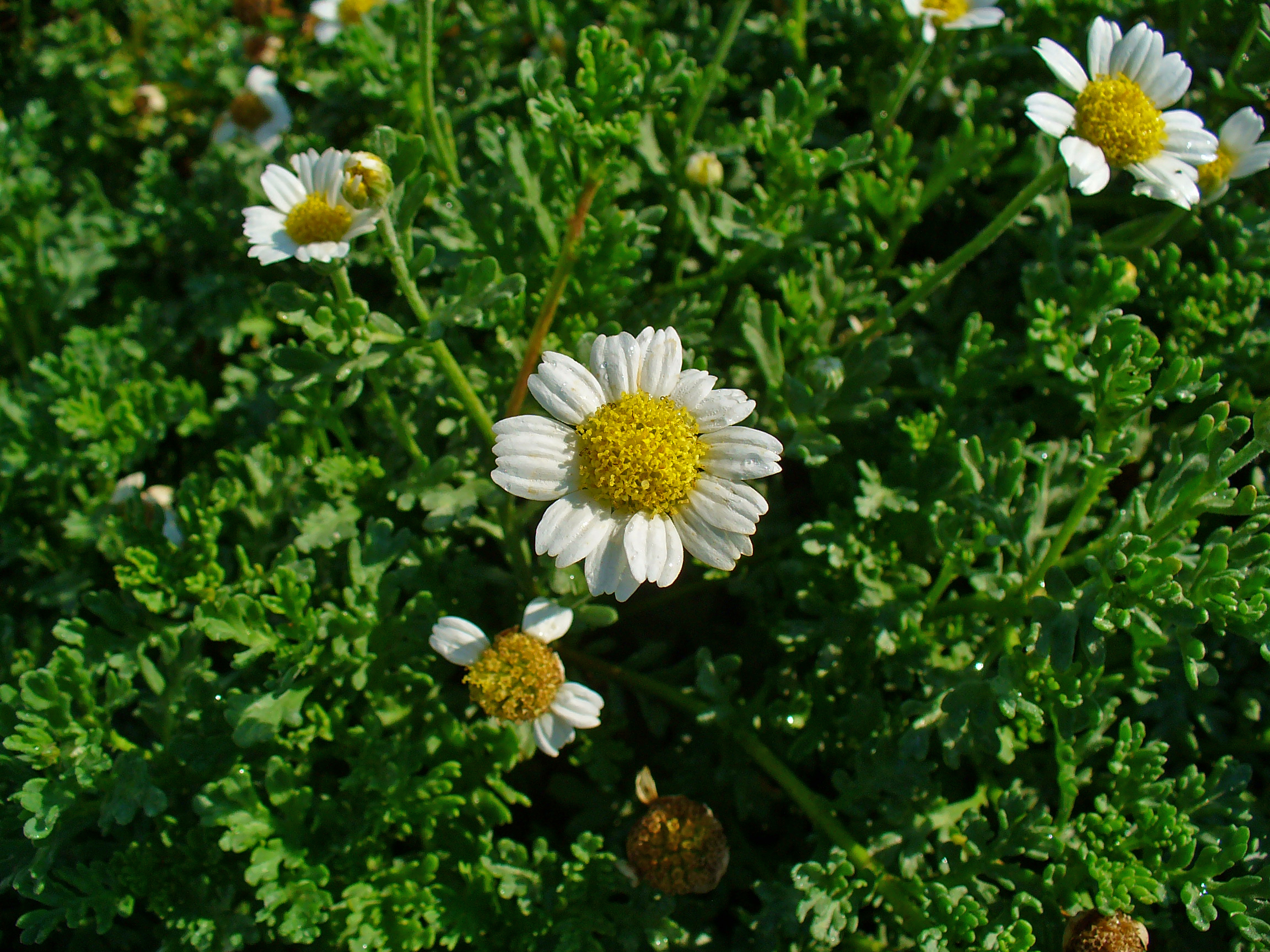
Anthemis maritima

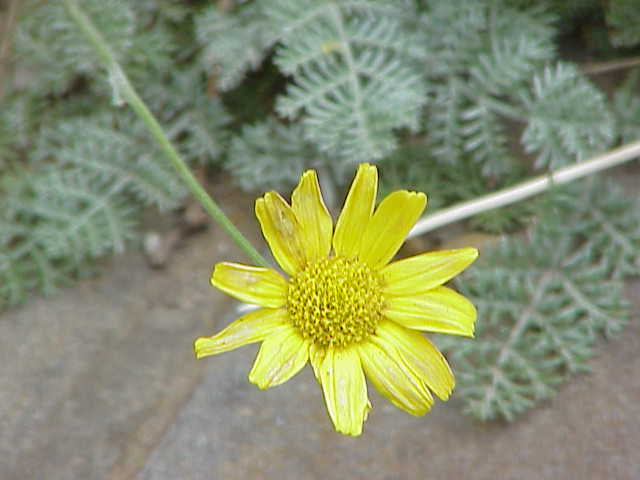
Anthemis marschalliana

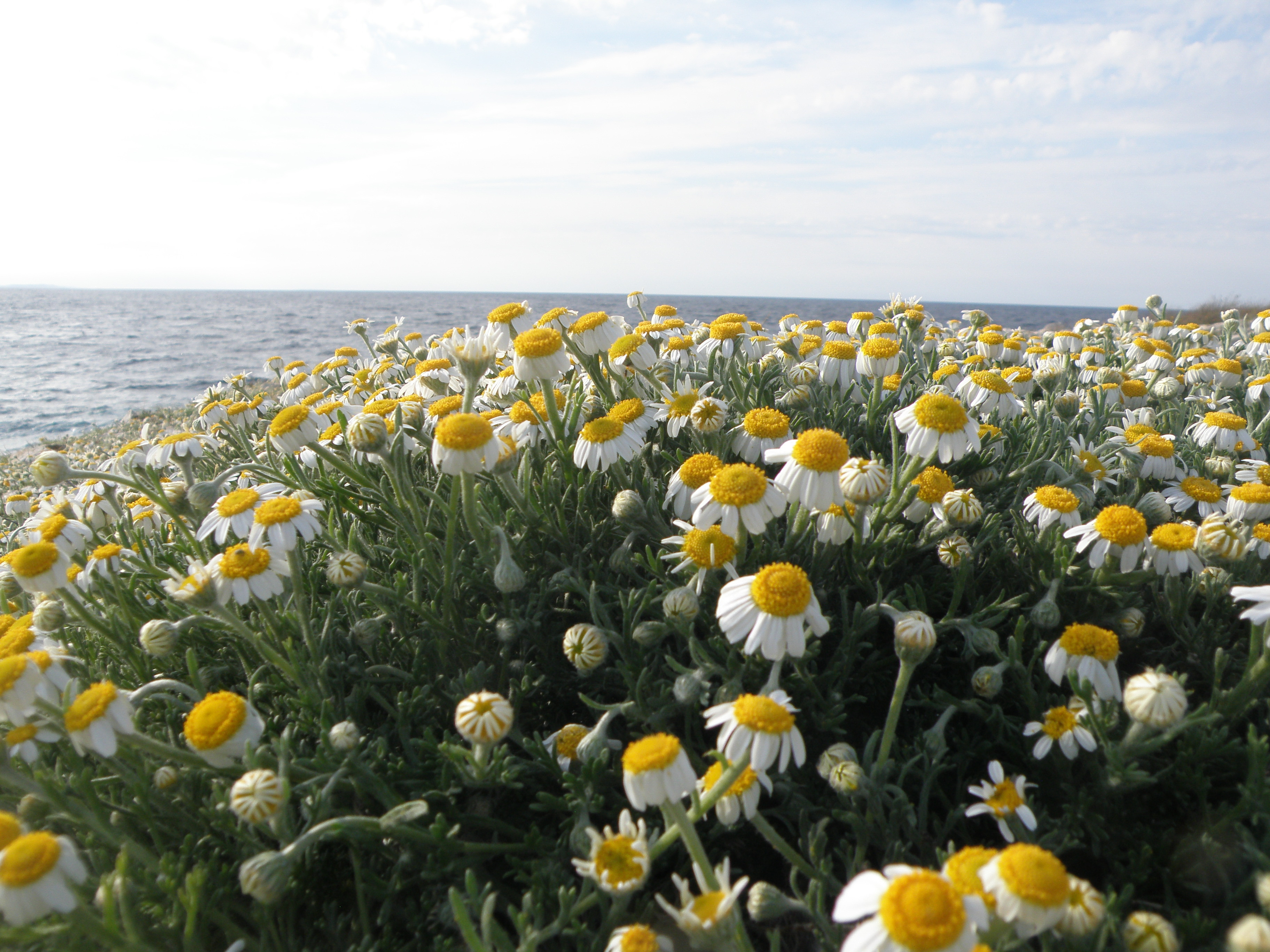
Anthemis tomentosa

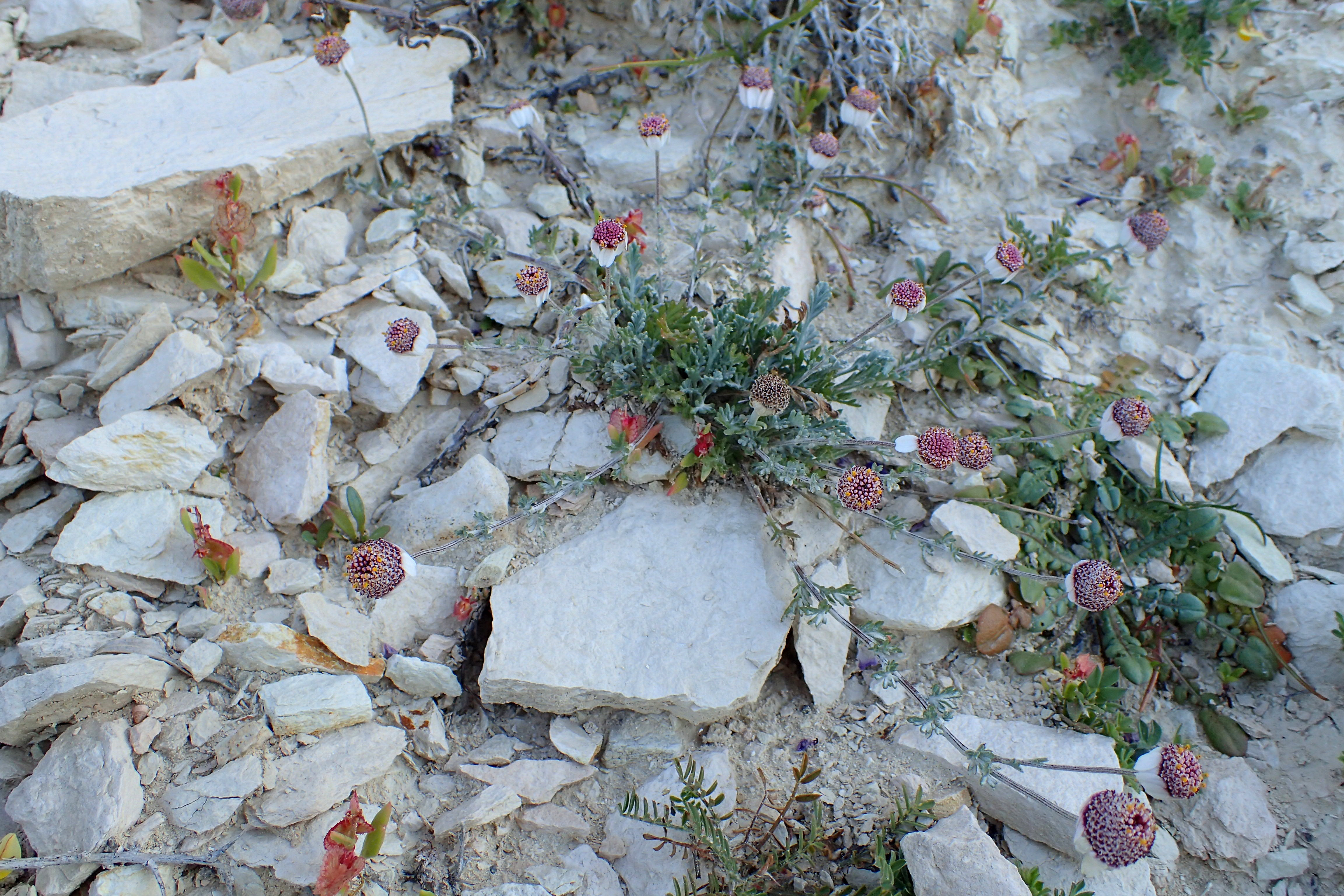
Anthemis tricolor

- Anthemis aaronsohnii Eig: Sie kommt nur in Syrien vor.[7]
- Anthemis abrotanifolia (Willd.) Guss.: Dieser Endemit kommt nur auf Kreta vor.[8]
- Anthemis abylaea (Font Quer & Maire) Oberpr.: Sie kommt nur in Marokko vor.[7]
- Anthemis aciphylla Boiss.: Sie kommt in der europäischen und asiatischen Türkei und auf Inseln in der Ägäis vor.[7]
- Anthemis adonidifolia Boiss.: Sie kommt in der Türkei vor.[7]
- Anthemis ×adulterina Wallr. ex Hallier: Sie kommt in Europa vor.[8]
- Anthemis aeolica Lojac.: Dieser Endemit kommt nur auf Sizilien vor.[8]
- Anthemis aetnensis Schouw ex Spreng.: Dieser Endemit kommt nur am Ätna vor.[8]
- Anthemis alpestris (Hoffmanns. & Link) R.Fern.: Sie kommt in Portugal und in Spanien vor.[7]
- Anthemis ammanthus Greuter: Sie kommt in Griechenland und auf Kreta vor.[7]
- Anthemis ammophila Boiss. & Heldr.: Sie kommt in der Türkei vor.[7]
- Anthemis anthemiformis (Freyn & Sint.) Grierson: Sie kommt in der Türkei vor.[7]
- Anthemis arenicola Boiss.: Sie kommt in der Türkei vor.[7]
- Anthemis argyrophylla (Halácsy & Georgiev) Velen.: Sie kommt nur in Bulgarien vor.[7]
- Acker-Hundskamille (Anthemis arvensis L.)
- Anthemis atropatana Iranshahr: Dieser Endemit kommt nur im nordwestlichen Iran vor.[8]
- Anthemis auriculata Boiss.: Sie kommt in Griechenland, auf Inseln in der Ägäis, in der europäischen und asiatischen Türkei, in Bulgarien und Nordmazedonien vor.[7]
- Anthemis austroiranica Rech. f., Aellen & Esfand.: Sie kommt im Iran vor.[8]
- Anthemis ballii Stapf
- Anthemis behboudiana Rech. f. & Esfand.
- Anthemis × bollei Sch.Bip.: Sie kommt im europäischen Teil Russlands vor.[8]
- Anthemis bornmuelleri Stoj. & Acht.: Sie kommt von Syrien bis in die nördliche Sinaihalbinsel und im westlichen Zypern vor.[8]
- Anthemis bourgaei Boiss. & Reut.: Sie kommt nur in Spanien vor.[7]
- Anthemis boveana J.Gay: Sie kommt nur in Algerien vor.[7]
- Anthemis brachycarpa Eig: Sie kommt nur in Israel vor.[7]
- Anthemis brachycentra J.Gay (Syn.: Cota coelopoda (Boiss.) Boiss.): Sie kommt vom östlichen Mittelmeerraum bis Afghanistan und Tadschikistan vor.[8]
- Anthemis brachystephana Bornm. & Gauba: Sie kommt im Iran vor.[8]
- Anthemis brevicuspis Bornm. (Syn.: Cota brevicuspis (Bornm.) Holub): Sie kommt vom nördliche Irak bis zum westlichen Iran vor.[8]
- Anthemis breviradiata Eig: Sie kommt in Syrien vor.[7]
- Anthemis bushehrica Iranshahr: Sie kommt nur im südlichen Iran vor.[8]
- Anthemis caerulescens L.
- Anthemis calcarea Sosn. (Syn.: Archanthemis calcarea (Sosn.) Lo Presti & Oberpr.): Sie kommt in der nordöstlichen und in der östlichen Türkei vor.[8]
- Anthemis candidissima Willd. ex Spreng.: Sie kommt von der Türkei bis Zentralasien und dem nordwestlichen Iran vor.[8]
- Anthemis chia L.: Sie kommt im zentralen bis östlichen Mittelmeerraum vor.[8]
- Anthemis chrysantha J.Gay: Sie kommt in Spanien und Algerien vor.[7]
- Anthemis chrysoleuca J.Gay ex Fisch. & C.A.Mey.
- Anthemis confusa Pomel: Sie kommt in Algerien, Tunesien und Libyen vor.[7]
- Anthemis cornucopiae Boiss.: Sie kommt in Syrien, Jordanien und in Israel vor.[7]
- Anthemis corymbulosa Boiss. & Hausskn.: Sie kommt von der südöstlichen Türkei bis zum Irak vor.[8]
- Stinkende Hundskamille (Anthemis cotula L.)
- Anthemis cretica L.: Sie kommt in zahlreichen Unterarten in Südeuropa, Südosteuropa, Osteuropa, Österreich, Polen, Algerien, auf der Sinaihalbinsel, in der Türkei, Syrien, Libanon, Armenien, Aserbaidschan und Georgien vor.[9] Hier eine Auswahl der Unterarten:
  - Anthemis cretica subsp. cretica (Syn.: Anthemis meteorica Hausskn. ex Nyman): Sie kommt von Südosteuropa bis zum Libanon und zum Iran vor.[8]
  - Anthemis cretica subsp. carpatica (Willd.) Grierson (Syn.: Anthemis subcinerea Rouy, Anthemis carpatica Willd.):  Sie kommt in Europa und in der Türkei vor.[7]
  - Anthemis cretica subsp. tenuiloba (DC.) Grierson (Syn.: Anthemis tenuiloba (DC.) Stoj. & Acht.): Sie kommt von der Balkanhalbinsel bis zur Türkei und dem Libanon vor.[7]
- Anthemis cuneata Hub.-Mor. & Reese: Sie kommt in der Türkei vor.[7]
- Anthemis cupaniana Tod. ex Nyman: Dieser Endemit kommt nur auf Sizilien vor.[7]
- Anthemis cyrenaica Coss.: Sie kommt nur in Libyen vor.[7]
- Anthemis davisii Yavin: Sie kommt in der Türkei vor.[7]
- Anthemis deserticola Krasch. & Popov: Sie kommt in Kasachstan und in Usbekistan vor.[8]
- Anthemis dicksoniae Ghafoor: Sie kommt in Saudi-Arabien vor.[8]
- Anthemis didymaea Mouterde: Sie kommt nur im Libanon vor.[7]
- Anthemis edumea Eig: Sie kommt in Israel und in Jordanien vor.[7]
- Anthemis emasensis Eig: Sie kommt in Syrien vor.[7]
- Anthemis filicaulis (Boiss. & Heldr.) Greuter: Dieser Endemit kommt nur auf Kreta vor.[7]
- Anthemis fimbriata Boiss.: Sie kommt in der Türkei vor.[7]
- Anthemis freitagii Iranshahr: Sie kommt in Afghanistan vor.[8]
- Anthemis fruticulosa M.Bieb. (Syn.: Archanthemis fruticulosa (M.Bieb.) Lo Presti & Oberpr.): Sie kommt im Kaukasusraum vor.[8]
- Anthemis fumariifolia Boiss.: Sie kommt in der Türkei vor.[7]
- Anthemis fungosa Boiss. & Hausskn.: Sie kommt im südlichen Iran vor.[8]
- Anthemis gharbensis Oberpr.: Sie kommt nur in Marokko vor.[7]
- Anthemis gilanica Bornm. & Gauba: Sie kommt im Iran vor.[8]
- Anthemis gillettii Iranshahr: Sie kommt vom nördlichen Irak bis zum westlichen Iran vor.[8]
- Anthemis glaberrima (Rech. f.) Greuter: Dieser Endemit kommt nur auf Kreta vor.[7]
- Anthemis glareosa E.A.Durand & Barratte: Sie kommt in Tunesien und Libyen vor.[7]
- Anthemis gracilis Iranshahr: Sie kommt im südwestlichen Iran vor.[8]
- Anthemis hamrinensis Iranshahr: Sie kommt im Irak vor.[8]
- Anthemis handel-mazzettii Eig: Sie kommt im Irak vor.[8]
- Anthemis haussknechtii Boiss. & Reut.: Sie kommt in der südlichen Türkei, in Syrien, im Libanon, Irak, Iran und im nördlichen Saudi-Arabien vor.[9]
- Anthemis hebronica Boiss. & Kotschy: Sie kommt auf der Sinai-Halbinsel, im Gebiet von Libanon, Syrien, Jordanien und Israel und im Iran vor.[8]
- Anthemis hemistephana Boiss.: Dieser Endemit kommt im östlich-zentralen Iran vor.[8]
- Anthemis hermonis Eig: Sie kommt in Syrien vor.[7]
- Anthemis hirtella C.Winkl.: Sie kommt in Tadschikistan und in Usbekistan vor.[8]
- Anthemis homalolepis Eig: Sie kommt im Irak vor.[8]
- Anthemis hyalina DC.: Sie kommt vom östlichen Mittelmeerraum bis zum Iran vor.[8]
- Anthemis hydruntina H.Groves: Sie kommt nur in Italien vor.[7]
- Anthemis indurata Delile: Sie kommt vom östliche Mittelmeerraum bis zur Arabischen Halbinsel vor.[8]
- Anthemis iranica Parsa: Sie kommt im Iran vor.[8]
- Anthemis ismelia Lojac.: Dieser Endemit kommt nur auf Sizilien vor.[7]
- Anthemis kandaharica Iranshahr: Sie kommt in Afghanistan und Pakistan vor.[10]
- Anthemis karacae Güner: Sie kommt in der Türkei vor.[7]
- Anthemis kermanica Parsa: Sie kommt im Iran vor.[8]
- Anthemis kitaibelii Spreng.: Sie kommt in Ungarn und Rumänien vor.[9]
- Anthemis kotschyana Boiss.: Sie kommt von der Türkei bis Syrien und dem nordwestlichen Iran vor.[8]
- Anthemis kruegeriana Pamp.: Sie kommt nur in Libyen vor.[7]
- Anthemis laconica Franzén: Sie kommt in Griechenland vor.[7]
- Anthemis leptophylla Eig: Sie kommt auf der Arabischen Halbinsel, im Irak und im westlichen Iran vor.[8]
- Anthemis leucanthemifolia Boiss. & Blanche (Syn.: Anthemis eliezrae Eig): Sie kommt vom westlichen Libanon bis zum Irak und der nördlichen Sinai-Halbinsel vor.[8]
- Anthemis leucolepis Eig: Sie kommt im nordwestlichen Syrien vor.[8]
- Anthemis lithuanica (DC.) Besser ex Trautv.: Sie kommt in der Ukraine, im europäischen Teil Russlands und in Belarus vor.[7]
- Anthemis lorestanica Iranshahr: Sie kommt im südwestlichen Iran vor.[8]
- Anthemis macedonica Boiss. & Orph.: Sie kommt in Serbien, Nordmazedonien, Bulgarien und im nordöstlichen Griechenland vor.[9][7]
- Anthemis macrotis (Rech. f.) Oberpr. & Vogt: Sie kommt auf Kreta, auf Inseln in der Ägäis und in der Türkei vor.[7]
- Anthemis maris-mortui Eig: Sie kommt von Israel bis zum Irak vor.[8]
- Anthemis maritima L.: Sie kommt in Spanien, im südlichen Portugal, in Frankreich, Italien, Algerien, Tunesien und Libyen vor.[9]
- Anthemis maroccana Batt. & Pit.: Sie kommt in Marokko vor.[7]
- Anthemis marschalliana Willd. (Syn.: Archanthemis marschalliana (Willd.) Lo Presti & Oberpr.): Sie kommt im Kaukasusraum vor.[8]
- Anthemis mauritiana Maire & Sennen: Sie kommt in Marokko und in Algerien vor.[7]
- Anthemis mazandaranica Iranshahr (Syn.: Cota mazandaranica (Iranshahr) Lo Presti & Oberpr.): Sie kommt nur vom nordwestlichen bis nördlichen Iran vor.[8]
- Anthemis melampodina Delile: Sie kommt vom östlichen Mittelmeerraum bis zum Irak und der Arabischen Halbinsel vor.[8]
- Anthemis melanacme Boiss. & Hausskn.: Sie kommt in der Türkei und in Syrien vor.[7]
- Anthemis micrantha Boiss. & Hausskn.: Dieser Endemit kommt nur im nordöstlichen Irak vor.[8]
- Anthemis microcephala (Schrenk) B.Fedtsch. (Syn.: Anthemis straussii Bornm., Anthemis tenuiflora Gilli): Sie kommt von der Türkei bis Zentralasien und Afghanistan vor.[8]
- Anthemis microlepis Eig: Sie kommt im nördlichen Irak vor.[8]
- Anthemis microsperma Boiss. & Kotschy: Sie kommt in Ägypten und auf der Sinaihalbinsel vor.[7]
- Anthemis mirheydari Iranshahr: Sie kommt nur vom südwestlichen bis südlichen Iran vor.[8]
- Anthemis moghanica Iranshahr: Dieser Endemit kommt nur im nordwestlichen Iran vor.[8]
- Anthemis monilicostata Pomel: Sie kommt in Marokko und in Algerien vor.[7]
- Anthemis muricata (DC.) Guss.: Dieser Endemit kommt nur auf Sizilien vor.[7]
- Anthemis nabataea Eig: Sie kommt in Israel und in Jordanien vor.[7]
- Anthemis ×ochroleuca L.F.Čelak.
- Anthemis odontostephana Boiss.: Sie kommt im Iran, Irak, Afghanistan, Pakistan und in den Vereinigten Arabischen Emiraten vor.[10]
- Anthemis orientalis (L.) Degen (Syn.: Anthemis pectinata (Bory & Chaub.) Boiss. & Reut.): Sie kommt in Griechenland, auf Inseln in der Ägäis und in der europäischen und asiatischen Türkei vor.[7]
- Anthemis parnassica (Boiss. & Heldr.) R.Fernandes (Syn.: Cota tinctoria subsp. parnassica (Boiss. & Heldr.) Oberpr. & Greuter): Sie kommt von Südosteuropa bis zur Ägäis vor.[8]
- Anthemis parvifolia Eig: Sie kommt in der Türkei, auf Inseln in der Ägäis, auf Zypern und in Israel vor.[7]
- Anthemis patentissima Eig: Sie kommt in der Türkei, in Syrien und im Libanon vor.[7]
- Anthemis pauciloba Boiss.: Sie kommt von der Türkei bis zum Libanon und dem nördlichen Irak vor.[8]
- Anthemis peduncularis Benth. & Hook. f. ex B.D.Jacks.
- Anthemis pedunculata Desf.: Die vier Unterarten kommen in Marokko, Algerien, Tunesien und Spanien vor.[7]
- Anthemis peregrina L.: Sie kommt in Italien, auf Sizilien, in Malta und Griechenland vor.[7]
- Anthemis persica Boiss.: Sie kommt im südwestlichen Iran vor.[8]
- Anthemis pignattiorum Guarino, Raimondo & Domina: Sie wurde 2013 aus Sizilien erstbeschrieben.[8]
- Anthemis pindicola Heldr. ex Halácsy: Sie kommt in Bulgarien und in Griechenland vor.[7]
- Anthemis plebeia Boiss. & Noë: Sie kommt im Irak vor.[8]
- Anthemis plutonia Meikle: Dieser Endemit kommt nur auf Zypern vor.[7]
- Anthemis pseudocotula Boiss.: Sie kommt vom östlichen Mittelmeerraum bis zum Iran und der Arabischen Halbinsel vor.[8]
- Anthemis pulvinata Brullo, Scelsi & Spamp.: Sie wurde 2001 aus dem südlichen Italien erstbeschrieben.[8]
- Anthemis punctata Vahl: Sie kommt in zwei Unterarten in Algerien und in Tunesien vor.[7]
- Anthemis pungens Yavin: Sie kommt in der Türkei vor.[7]
- Anthemis rascheyana Boiss.: Sie kommt vom östlichen Mittelmeergebiet bis zum Irak und der Arabisachen Halbinsel vor.[8]
- Anthemis retusa Delile: Sie kommt in Ägypten und auf der Sinai-Halbinsel vor.[8]
- Anthemis rhodensis Boiss.: Sie kommt auf Inseln in der Ägäis vor.[7]
- Anthemis rhodocentra Iranshahr: Sie kommt im Iran, in Afghanistan und in Pakistan vor.[10]
- Anthemis rigida (Sibth. & Sm.) Boiss. ex Heldr.: Sie kommt in Griechenland, auf Inseln in der Ägäis, in der Türkei, in Kreta, Zypern und in Sizilien vor.[7]
- Anthemis rosea Sm.: Sie kommt in der Türkei und auf Inseln in der Ägäis vor.[7]
- Anthemis rumelica (Velen.) Stoj. & Acht.: Sie kommt nur in Bulgarien vor.[7]
- Ruthenische Hundskamille (Anthemis ruthenica M.Bieb.): Sie kommt in Europa und in Vorderasien vor.[7]
- Anthemis sancti-johannis Stoj., Stef. & Turrill: Dieser Endemit kommt nur im südwestlichen Bulgarien vor.[9]
- Anthemis saxatilis DC. & Lam.
- Anthemis scariosa Banks & Sol. (Syn.: Anthemis persepolitana Boiss.): Sie kommt vom östlichen Mittelmeerraum bis zum westlichen Iran vor.[8]
- Anthemis schizostephana Boiss. & Hausskn.: Sie kommt vom Irak bis zum Iran vor.[8]
- Anthemis scopulorum Rech. f.: Sie kommt in Griechenland, auf Inseln in der Ägäis und auf Kreta vor.[7]
- Anthemis scrobicularis Yavin: Sie kommt vom südlichen Jordanien bis Saudi-Arabien vor.[8]
- Anthemis secundiramea Biv. (Syn.: Anthemis urvilleana (DC.) Sommier & Caruana): Sie kommt in Frankreich, auf Korsika, Menorca, Sardinien, Sizilien, in Malta, Algerien, Tunesien, Italien und im Libanon vor.[7]
- Anthemis sheilae Ghafoor & Al-Turki: Sie kommt in Saudi-Arabien vor.[8]
- Anthemis sintenisii Freyn: Sie kommt in der Türkei vor.[7]
- Anthemis sterilis Steven: Sie kommt in der Ukraine vor.[7]
- Anthemis stiparum Pomel: Sie kommt in Marokko und Algerien vor.[7]
- Anthemis susiana Nábělek: Sie kommt vom nördlichen Irak bis zum westlichen Iran vor.[8]
- Anthemis taubertii E.A.Durand & Barratte: Sie kommt nur in Libyen vor.[7]
- Anthemis tenuicarpa Eig: Sie kommt in Jordanien vor.[7]
- Anthemis tenuisecta Ball: Sie kommt nur in Marokko vor.[7]
- Anthemis tigreensis J.Gay ex A.Rich.: Sie kommt im nordöstlichen und im östlichen tropischen Afrika vor.[8]
- Anthemis tomentella Greuter: Dieser Endemit kommt nur auf Kreta vor.[7]
- Anthemis tomentosa Boiss.: Sie kommt in Griechenland, in der Ägäis, in der europäischen und asiatischen Türkei und auf Zypern vor.[7]
- Anthemis tricolor Boiss.: Dieser Endemit kommt nur auf Zypern vor.[7]
- Anthemis tricornis Eig: Sie kommt in der Türkei vor.[7]
- Anthemis tripolitana Boiss. & Blanche: Sie kommt in Syrien und im Libanon vor.[7]
- Anthemis trotzkiana Claus ex Bunge (Syn.: Archanthemis trotzkiana (Claus ex Bunge) Lo Presti & Oberpr.): Sie kommt im europäischen Russland, in Kasachstan und in Turkmenistan vor.[8]
- Anthemis tubicina Boiss. & Hausskn.: Sie kommt von der südlichen Türkei bis Syrien und dem Iran vor.[8]
- Anthemis ubensis Pomel: Sie kommt in Algerien und in Tunesien vor.[7]
- Anthemis virescens Velen.: Sie kommt nur in Bulgarien vor.[7]
- Anthemis wallii Hub.-Mor. & Reese: Sie kommt in der Türkei vor.[7]
- Anthemis werneri Stoj. & Acht.: Sie kommt in Griechenland vor.[7]
- Anthemis wettsteiniana Hand.-Mazz.: Sie kommt von Syrien bis zum westlichen Iran vor.[8]
- Anthemis xylopoda O.Schwarz: Sie kommt in der Türkei vor.[7]
- Anthemis yemensis Podlech: Sie kommt auf der Arabischen Halbinsel vor.[8]
- Anthemis zaianica Oberpr.: Sie kommt nur in Marokko vor.[7]
- Anthemis zoharyana Eig: Sie kommt von Ägypten bis zum Irak und auf der Arabischen Halbinsel vor.[8]

Nicht mehr zu Gattung Anthemis gehören:
- Hohe Hundskamille (Cota altissima (L.) J.Gay, Syn.: Anthemis altissima L.)
- Österreichische Hundskamille (Cota austriaca (Jacq.) Sch. Bip., Syn.: Anthemis austriaca Jacq.)
- Cota palaestina Kotschy, Syn.: Anthemis palaestina (Kotschy) Boiss.
- Färberkamille (Cota tinctoria (L.) J.Gay, Syn.: Anthemis tinctoriaL.)[4][11]
- Trionfettis Hundskamille (Cota triumfettii (L.) J.Gay, Syn.: Anthemis triumfettii (L.) DC.)